# Kurigalzu II
Kurigalzu II – król Babilonii z dynastii kasyckiej, syn Burna-Buriasza II i ojciec Nazi-Maruttasza; panował w latach 1332–1308 p.n.e. Według Kroniki synchronistycznej zasiadł on na tronie babilońskim dzięki pomocy króla asyryjskiego Aszur-uballita I, który usunął jego poprzednika, uzurpatora o imieniu Nazi-Bugasz:
„Aszur-uballit (I) pomaszerował do Karduniasz (Babilonii), (...) zabił Nazi-Bugasza, króla Karduniasz, uczynił Kurigalzu (II) Młodszego, syna Burna-Buriasza (II), królem i umożliwił mu przejęcie tronu jego ojca”
Wydaje się, iż niedługo po śmierci Aszur-uballita I i objęciu władzy przez jego syna Enlil-narari doszło do wybuchu konfliktu pomiędzy Babilonią a Asyrią. Według Kroniki synchronistycznej do decydującej bitwy miało dojŝć pod miastem Sugaga:
„Za panowania króla Enlil-narari z Asyrii, Kurigalzu (II) Młodszy był królem Karduniasz. Król Enlil-narari stoczył z nim bitwę pod miastem Sugaga, leżącym nad brzegiem Tygrysu, i zadał mu druzgocącą porażkę. Zmasakrował jego oddziały i zajął jego obóz”
Po bitwie Kurigalzu II zmuszony został do zawarcia traktatu pokojowego i wyznaczenia nowej, korzystnej dla Asyrii, granicy pomiędzy obu państwami.
Liczne zachowane inskrypcje budowlane Kurigalzu II przedstawiają go jako wielkiego budowniczego, który zlecił szereg prac budowlanych, przede wszystkim w królewskim mieście Dur-Kurigalzu.